# Rei Li de Zhou
Rei Li de Zhou (mort el 828 aEC) (xinès tradicional: 周厲王, xinès simplificat: 周厉王, pinyin: Zhōu Lì Wáng) va ser el desè sobirà de la Dinastia Zhou xinesa. Dades estimades del seu regnat són del 877–841 aEC o del 857–842 aEC (Cambridge History of Ancient China).
El Rei Li va ser un rei corrupte i decadent. Per costejar-se els seus plaers i vicis, el rei Li va apujar els impostos i va causar una gran misèria entre els seus súbdits. Ell decretà una nova llei que li permetia castigar a qualsevol, amb la mort, que s'atrevís a parlar en contra seu.